# لخ ماتسکیه‌ویچ
لخ ماتسکیه‌ویچ (انگلیسی: Lech Mackiewicz؛ زادهٔ ۱۱ سپتامبر ۱۹۶۰) بازیگر و کارگردان فیلم اهل لهستان است. وی دانش‌آموختهٔ دانشگاه فناوری سیدنی است.
از فیلم‌ها یا برنامه‌های تلویزیونی که وی در آن نقش داشته‌است، می‌توان به حوزه استحفاظی ۱۳، قسمت دوم، تاج پادشاهان، یولیا به خانه برمی‌گردد، قانون حقیقی، کارول: مردی که پاپ شد، هتل ۵۲، در خوشی و سختی، در خیابان سپولنی، پیانیست و دهن‌به‌دهن اشاره کرد.